# モーリス・ピアラ
モーリス・ピアラ（英:Maurice Pialat、1925年8月21日 - 2003年1月11日）はフランス出身の映画監督。

## 人物
映画監督になる前は画家だった。フィリップ・ガレルやジャック・ドワイヨンとともに「ポスト・ヌーヴェルヴァーグ」の作家とされる。ワン・シーンをワン・カットで撮る長いショットが特徴の一つ。
1983年の『愛の記念に』でセザール賞作品賞を、1987年の『悪魔の陽の下に』でカンヌ国際映画祭パルム・ドールを受賞。ジェラール・ドパルデューやサンドリーヌ・ボネールを好んで起用したほか、自身も俳優として自らの作品に出演している。
日本ではこれまでVHSのリリースにとどまっていたが、2014年に監督作の内4作品がDVD・Blu-ray化され、紀伊國屋書店から発売された。

## 主な監督作品
- 裸の少年期（1969年）- クロード・ベリが製作担当
- ルル Loulou （1980年）
- 愛の記念に À nos amours （1983年）
- ソフィー・マルソーの刑事物語 Police （1985年）
- 悪魔の陽の下に Sous le soleil de Satan （1987年）
- ヴァン・ゴッホ（英語版） Van Gogh （1991年）
- パパと呼ばないで Le Garçu （1995年）